# San José Paso Nuevo
San José Paso Nuevo är en ort i Mexiko.   Den ligger i kommunen Xico och delstaten Veracruz, i den sydöstra delen av landet, 210 km öster om huvudstaden Mexico City. San José Paso Nuevo ligger 2 376 meter över havet och antalet invånare är 130.
Terrängen runt San José Paso Nuevo är kuperad åt sydost, men åt nordväst är den bergig. Runt San José Paso Nuevo är det ganska tätbefolkat, med 166 invånare per kvadratkilometer. Närmaste större samhälle är Coatepec, 15,1 km öster om San José Paso Nuevo. I omgivningarna runt San José Paso Nuevo växer huvudsakligen savannskog.